# 他來自江湖
《他來自江湖》（英語：The Justice of Life）是香港電視廣播有限公司于1989年拍攝製作的時裝商戰喜劇劇集，全劇共30集，監製劉家豪。此劇為無綫電視所選播的22週年台慶劇。雖然該劇劇種是時裝商戰喜劇、而萬梓良才是第一男主角，但周星馳及吳孟達卻憑著無厘頭笑料出位，並成功奠定二人往後在電影圈合作的根基。此劇有眾多台灣電影金馬獎和香港電影金像獎的未來得主參演，有萬梓良、周星馳、毛舜筠、恬妞、吳孟達、羅蘭、黃秋生、關海山、黃一飛和林家棟。

## 劇情
黑道頭目明天（萬梓良飾）因一次交易中，連累了未婚妻文芷君（楊寶玲飾）身亡，因此明天決定金盤洗手，退隱江湖並專心與母親經營「新新聯誼會」。
天除了與母親何美麗（李香琴飾）同住外，家中還居住了舅父何英彪（吳孟達飾）及表弟何鑫淼（周星馳飾）。英彪一直指責天當年擊暈他並害得他遭革離警隊。反之，表弟鑫淼卻視天為偶像，使英彪甚為氣結。
鑫淼表姨阮黛玉（毛舜筠飾）因暫居於在何家而認識了天，一女子余姣（恬妞飾）前往聯誼會應徵清潔工，隨後更與天發展戀人關係，黛玉知道天乃童年時開導自己的大哥而暗戀了天。因此，兩個女子與天開展了一段三角關係，使天陷入苦困。
黑幫龍頭文立賢（關海山飾）乃天義父，因此天深得立賢的歡心與信任。不料，此舉引起了立賢之子文忠信（黃秋生飾）的不滿以及受到青梅竹馬兼好友馬世雄（戴志偉飾）的懷疑。
其後，鑫淼進入忠信的運輸公司并被其利用運毒，使鑫淼受到牽連，天為了營救鑫淼，逼不得已再次捲入黑幫的爭鬥裡......

## 演員表

### 「新新聯誼會」
| 演員     | 角色      | 關係／暱稱 |
| 梁克遜   | 明 遠     | 何美麗之亡夫 何英彪之亡姐夫 明天之亡父 何鑫淼之亡姑丈 |
| 李香琴   | 何美麗    | 明師奶，靚姑，靚姑媽（何鑫淼專用） 「新新聯誼會」老板娘 明天之母 明遠之妻 何杰之女 何英彪之姊 何鑫淼之姑媽 |
| 萬梓良   | 明 天     | 天哥，阿天 「新新聯誼會」老板 明遠、何美麗之子 何英彪之外甥 何鑫淼之表哥兼崇拜對象 文芷君之前未婚夫 余姣之前男友 於第26集成為阮黛玉之男友，後來阮黛玉之夫 馬世雄之好友 洪少娟之單戀對象 原是江湖一代猛人，身手厲害無比，黑道中無人不畏其三分；唯一次意外令文芷君去世后淡出江湖 口頭禪：「什麼？」      |
| 恬 妞    | 余 姣     | 魚皮餃，Winnie 「新新聯誼會」職員（第4集登場） 「Y&K廣告公司」設計部職員（第12至16集） 女演員（第16至30集） 來自中國大陸的新移民 明天之第二任女友 成為電影明星后改名為余文騫 於第19集榮獲太平洋電影最佳新人獎 於第20集遠赴美國荷里活發展 後來因《紫禁城》一剧被提名最佳女主角 最終成名後與明天和平分手 |
| 歐陽莎菲 | 聾 婆     | 「新新聯誼會」清潔工人 洪少娟之外婆 聽覺不好 |
| 徐廣林   | 開 叔     | 肥婆開 「新新聯誼會」主廚 江明之表姨丈 |
| 李顯明   | 江 明     | 阿明，明哥 「新新聯誼會」侍應生 開叔的表姨甥，基佬 |
|          | 坤叔 紅姐 | 廚房替工 收銀替工 |

### 何家
| 演員   | 角色     | 關係／暱稱 |
| 羅 蘭  | 曾亞彩   | 花雞乸，Mary 姐，ETC（意指提款機），Honey（後二者為何鑫淼專用） 何英彪之前岳母 譚潔貞之母 何美麗之姻伯母 何鑫淼之外婆 曾亞好之姊 阮黛玉之姨媽 於第12集成為「愛俏屋美容院」股東 |
| 何璧堅 | 何       | 跌打醫師（第7集） 何美麗、何英彪之父 明遠之岳父 明天之外公 何鑫淼之祖父 譚潔貞之前家翁 已去世 |
| 李香琴 | 何美麗   | 明師奶，靚姑，靚姑媽（何鑫淼專用） 「新新聯誼會」老板娘 明天之母 明遠之妻 何杰之女 何英彪之姊 何鑫淼之姑媽 |
| 吳孟達 | 何英彪   | 何小英，彪Sir（當警察時期），阿英，何師傅，大支嘢（何鑫淼、何美麗常用；意思是「了不起」），死仔包（曾亞彩專用） 「何英彪跌打醫館」老板 何杰之子 譚潔貞之前夫 曾亞彩前女婿 何美麗之弟 明遠之小舅 何鑫淼之父 明天之舅父 阮黛玉之表姐夫 李萍萍之男友，後分手 原本是警察，七年前因明天而被革職，后子承父業經營跌打醫館 於第24集正式簽字離婚 於第30集已是「何家太极拳」的師傅並有一大群學員 因一听到「将军令」就会立即打「何家太极拳」，而使到当要教训何鑫淼时，何鑫淼就会哼出「将军令」来逃避 |
| 劉桂芳 | 譚潔貞   | 何英彪之前妻（第1、7、23-24集）曾亞彩之獨女 何美麗之弟媳 明遠之舅嫂 何鑫淼之母 明天之舅母 阮黛玉之表姐 長期居於美国 於第24集正式跟何小英簽字離婚，並回美国跟男友 Bill 結婚 |
| 周星馳 | 何鑫淼   | 何金水、阿水，金水，水哥 的士司機（第1-2、12集） 林美琪之私人司機（第3-6集） 銀行 Office Boy（第9-12集） 「英聯證劵投資公司」之財經顧問（第12-20集） 與馬世基合資開了「宏基」出入口公司（第21-27集），於第27集倒閉 何英彪、譚潔貞之獨子 曾亞彩之外孫 明遠，何美麗之侄 明天之表弟 後來司徒佩芝之夫 為人滑頭，自称「情场浪子鬼见愁」，崇拜明天，後來進入文忠信運輸公司被騙運毒 在剧尾已经和司徒佩芝有了一个几岁大会走路不太会说话的儿子                                                     |
| 梅小惠 | 司徒佩芝 | 甩頭芝 銀行出納員（第8-21集） 「宏基出入口公司」秘書（第21-27集） 阮黛玉之同事 (第8集登場) 馬世基之下屬 何鑫淼之歡喜冤家 於第30集嫁給何鑫淼，並育有一名兒子 |

### 阮家
| 演員   | 角色   | 關係／暱稱 |
| 承 恩  | 阮 旺  | 旺叔 雜貨店老板 阮黛玉之父 曾亞好之夫 曾亞彩之妹夫 何鑫淼之姨公 潮州人 於第25集與阮黛玉和好 |
| 丁 茵  | 曾亞好 | 雜貨店老板娘 阮黛玉之母 阮旺之妻 曾亞彩之妹 何鑫淼之姨婆 |
| 毛舜筠 | 阮黛玉 | 阿玉，玉姐，阿激（家人專用） 快餐店職員（第2-3集） 林美琪時裝店職員（第4-6集） 賽馬會投注站之兼職職員（第5集起） 銀行出納員（第8-24集） 文忠信的助理秘書（第25-29集） 阮旺、曾亞好之長女 曾亞彩之姨甥女 何鑫淼之表姨兼追求對象 馬世基之下屬兼追求對象 明天的第三任女友（第26集起） 於第25集與父親和好 於第30集與明天結婚，剧末已怀孕 |
| 黃宗賜 | 阿 興  | 阮黛玉之弟（第8集登場） 阮旺、曾亞好之幼子 何鑫淼之表舅 |
| 陳有后 | 周 伯  | 阮黛玉之表舅公（第26-27集） 長洲居民 全叔、全嫂的鄰居 曾坐牢10多年，妻兒都離他而去 跟明天一見如故 |

### 文家
| 演員   | 角色   | 關係／暱稱 |
| 關海山 | 文立賢 | 賢哥，賢叔 文氏集團主席，社團龍頭 文忠信，文芷君之父 明天之義父 十八岁结婚，靠卖水果发家，和老婆有四子一女，惟三子与女皆因黑社会而死 賞識阮黛玉               |
| 黃秋生 | 文忠信 | Johnson，信哥 文立賢之子（第3集登場） 文芷君之四哥 接手文立賢的公司后開始走私軍火和販毒 喜欢小孩、且颇为孝顺、但在生意上不择手段奸诈心狠 於第30集被馬世雄槍殺 |
| 楊寶玲 | 文芷君 | Pauline 生前是幼稚园教師（第24、26集：回憶中出現） 文立賢之獨女 明天之未婚妻 很喜欢小孩子，於本劇開始已去世                                                   |
| 陳中堅 | 海 叔  | 文立賢之近身助手兼心腹（第2集登場） 其姓氏是「陳」 |
| 梅 蘭  | 潤 嫂  | 文宅之女管家（第2集登場） |
| 白 蘭  | 女 傭  | 文宅之女傭（第2集登場） |
| 韓 俊  | 劉 榮  | 阿榮，榮哥 文忠信之得力助手（第2集登場） 於第29集被文忠信手下刺死                                                                                             |
| 蘇漢生 | 孫毅生 | 阿生，生哥 文忠信之得力助手 |

### 警察
| 演員   | 角色   | 關係／暱稱                                                                                       |
| 談泉慶 | 屈 信  | 警司（第11、30集）                                                                               |
| 張 帆  | 張成偉 | 高級督察（第11集）                                                                               |
| 戴志偉 | 馬世雄 | 馬 Sir，殺雞馬 督察 鸡泉、發仔之上司 參見馬家                                                    |
| 劉兆璋 | 陳影珠 | 督察 (第11集)                                                                                    |
| 黃一飛 | 鸡 泉  | 雞 Sir 資深警察（第2集登場） 何小英之好友兼舊同事 馬世雄之下屬 針對明天 不滿馬世雄，於第13集和好 |
| 郭政鴻 | 發 仔  | 警察（第2集登場）                                                                                |
| 李桂英 |        | 女警察 馬世雄之下屬                                                                              |

### 馬家
| 演員   | 角色   | 關係／暱稱 |
| 許紹雄 | 馬世基 | 馬副經理，基哥，基師奶 銀行副經理（第8集登場），后辭職 馬世雄之大哥 追求阮黛玉 常跟黃玉華鬥氣 為人斤斤計較，吝嗇 與何鑫淼合資開了「宏基」出入口公司（第21-27集），於第27集倒閉 |
| 戴志偉 | 馬世雄 | 馬Sir，殺雞馬 警隊督察（第8集登場） 馬世基之弟 李少筠之男友 明天之青梅竹馬好友                                                                                                 |

### 其他演員
| 演員        | 角色                           | 關係／暱稱 |
| 張鳳妮      | 洪少娟                         | 弗得娟，阿娟 聾婆之外孫女 單戀明天 有吸食軟性毒品的習慣 「愛俏屋美容院」之美容師（第12集起）                                                               |
| 梁芷珊      | 林美琪                         | Maggie 失聲女歌星（第3集登场） "Maggie Boutique"時裝店老闆娘 文忠信之同居女友                                                                              |
| 林漪娸      | 李少筠                         | Yvonne 「Y & K廣告公司」高級職員（第13集登場） 馬世雄之女友 於第27集答應嫁給馬世雄                                                                         |
|             | James                          | 譚潔貞之男友（第1集） 美国人 |
| 李力持      | 的士乘客 街市路人 食 客 过路人 | （第1集） （第3集） （第27集） （第28集） |
| 何鳳儀      | 護 士                          | （第1集） |
| 薛 峻       | 張華盛                         | 張伯（第1-2集） 「何英彪跌打醫館」之老顧客 |
| 劉安琪      | 豆 豆                          | 豆腐店太子女（第2集登場） 經常被何鑫淼揩油 |
| 黃仲匡      | 陀 地 凍肉公司員工             | （第2集） （第17集） |
| 黃德斌      |                                | |
| 許實賢      | 兇狠陀地                       | （第2集登場，與何鑫淼於聯誼會內發生衡突） |
| 王偉樑      | 汽車經紀 文忠信手下            | （第2集） （第28-30集） |
| 黃成想      | 遠房親戚                       | 向阮旺索還五萬元禮金的男人（第3集） |
| 顏昭雄      | Karl Lee                       | 立觀室內設計事務所總設計師（第3集） |
| 梁 愛       | 芳 姨                          | 受聘於文忠信作為林美琪之女管家（第3集） |
| 韋以茵      | 時裝店職員                     | 林美琪之下屬（第3-4、6集） |
| 曾慧雲      | 時裝店職員                     | 林美琪之下屬（第3-4、6集） |
| 梁少狄      | 黑幫社團長輩                   | 又稱「叔父」 |
| 區 嶽       | 黑幫社團長輩                   | 又稱「叔父」 |
| 凌 漢       | 黑幫社團長輩                   | 又稱「叔父」 |
| 叢世權      | 黑幫社團長輩                   | 又稱「叔父」 |
| 陸應康      | 郵 差                          | （第4、19集） |
| 曾守明      | 越南人                         | 文忠信追殺的對象（第5-6集） |
| 陳惠瑜      | 錢太太                         | （第6集） |
| 潘文栢      |                                | （第6集） |
| 曾耀明      | 跑龍套 丁律師                  | （第6集） （第11集） |
| 焦 雄       | 余姣之姨丈                     | 育有二子一女（第7、12、18-19集） |
| 羅麗娟      | 余姣之姨                       | 育有二子一女（第7、12、18-19集） |
| 侯振宇      | 余姣之表弟                     | （第7、12、18-19集） |
| 黃富奇      | 余姣之表弟                     | （第7、12、18-19集） |
| 王顗婷      | 余姣之表妹                     | （第7、12、18-19集） |
| 陳嘉賢      | 黃玉華                         | 華姐，人老珠 銀行某部門主管（第8集起） 常跟馬世基鬥氣 於第20集晉升為分行經理 於第24集被調往大嶼山分行                                                      |
| 張碧琪      | Irene 劉榮之妻                 | 銀行文員（第8集起） （第29集） |
| 黃建峰      | Ben                            | 銀行文員（第8集起） |
|             |                                | 銀行文員（第8集起） |
| 梁建平      | 林 Sir                         | 余姣之夜校老師 企圖性侵犯余姣（第9集） |
| 虞天偉      | 許 超                          | 電子廠老板（第9-10集） 文立賢前任司機 曾因衝警察路障而入獄3年                                                                                              |
| 吳博君      | 侍應生                         | （第10、17集） |
| 江 寧       | 錢經理                         | 銀行經理（第10-11、20、24集） 馬世基、黃玉華及其他銀行職員之上司                                                                                           |
| 陳勉良      |                                | 連環性侵犯者及露體狂（第11集） |
| 林惠麗      | 蘇美美                         | 婦女會會長（第11集） |
|             | 馮蓮港                         | 女議員（第11集） |
| 徐新義      | 指壓中心持牌人                 | （第11集） |
| 徐寶麟      | 林經理                         | 馬世基的銀行客戶（第11集） |
| 許逸華      | Miss Wong                      | 廣告公司職員（第12集） |
| 張 靜       | Rosanna                        | 銀行文員（第1、2、16-17、20、24集） |
| 麥皓為      | 廖先生                         | 「英聯證劵投資公司」之老板（第12、17、20集） |
| 曾健明      | 威 哥                          | 愛俏屋美容院股東（第12集） |
| 袁忠義      | 等待廖先生的男人 王律師        | （第12集） （第24集） |
| 李衛民      | 酒樓經理                       | （第12集） |
| 河國榮      | Peter                          | 李少筠之秘書（第14集登場） |
| 王鴻琴      | Stella                         | 「Y & K廣告公司」接待員（第14-15、27集） |
| 鄧汝超      | 李阿球                         | 「Y & K廣告公司」前職員（第14-15集） 因泄漏商業秘密而被解僱 後來威嚇騷擾李少筠，於第15集被捕                                                               |
| 鄭毅邦      | 日本餐廳經理                   | （第14集） |
| 薛純基      |                                | 文氏黑幫成員（第14、20集） |
|             | 白粉炳                         | 被文忠信手下殺掉（第14集） |
| 骆应钧      | 朱先生                         | 「Y & K廣告公司」客戶（第15集） |
| 陳潔儀      | Mary                           | 「Y & K廣告公司」會計部職員（第15集） |
| 林韋辰      | Jimmy                          | 「Y & K廣告公司」職員（第15-16、27集） |
| 孫季卿      | 大 叔                          | 李阿球之二房東（第15集） |
| 馮瑞珍      | 大 嬸                          | 李阿球之二房東（第15集） |
| 周國麟      | Leo Tsang                      | （第15-16集） |
| 戴少民      | 電視台現場主持                 | （第15集） |
| 陳國邦      | Country Boy                    | 銀行辦公室助理（第16-17、20、24集） |
| 田永加      | David                          | 「Y & K廣告公司」設計部職員（第16集） 曾是余姣之直屬上司                                                                                                   |
| 褚肇淇      | 徐正良                         | 導演（第16、18集） |
| 鄭維嘉      | 玲 姐                          | 女演員（第16集） |
| 蕭 笙       | 蕭 笙                          | 八叔，蕭笙叔 著名導演（第16-18集） |
| 關 菁       | 阿 占                          | 30年來一直追查殺害明遠的真兇（第17集） |
| 葉麗霞      | 紅 姐                          | 「新新聯誼會」之收銀員替工（第17、28-30集） |
| 游 飆       | 男影迷                         | （第17集） |
| 林健輝      |                                | （第17-19集） |
| 潘震偉      | 劉世傑                         | 電影公司董事（第17集登場） 富商劉坤之子 |
| 彭 輝       |                                | （第18、28-30集） |
| 黎冠成      | 王志雄                         | 男演員（第18集） |
| 侯蔚雲      | 梅麗麗                         | 奪得電影金球獎的新人獎（第18集） |
|             |                                | （第19集） |
| 單劍圖      |                                | |
| Paul George | Mr. Kempton                    | 國際知名導演（第19集） |
| 譚兆明      | 阿 炳                          | 文忠信手下（第20、24、29集） 於第29集被文忠信殺死 |
| 李耀敬      | 灰 熊                          | 文忠信得力助手（第20、24、28-29集） 於第29集被文忠信殺死                                                                                                   |
| 姜為南      | 阿 成 的士司機 黑幫成員        | 新界區銀行分行職員（第20集） （第24集） （第28-30集） |
|             | 司徒先生                       | 司徒佩芝之父（第21集） |
|             | 司徒先生之女友                 | （第21集） |
|             | 地產經紀                       | （第21集） |
|             | 李萍萍                         | 萍姨 马来西亚华裔（第22-23集） 何小英的女友，後來分手 |
|             | 樓梯美女                       | （第22集） |
| 黃文標      | 乾洗店店主                     | （第22集） |
| 溫雙燕      | 何小英之客                     | 為兒子偷了李萍萍的兔子而道歉（第22-23集） |
| 何家麗      | 王太太                         | （第23集） |
|             | Bill                           | 譚潔貞之现任未婚夫（第23集） 外籍人士 |
| 葉碧雲      | Carol                          | 文忠信之秘書（第24-25、28-29集） |
| 周天得      |                                | （第24-25、29集） |
| 石毅魂      | 金 爺                          | （第24、29集） |
| 楊子韜      |                                | |
| 黃恩恩      | 幼兒園學生                     | |
| 林燕明      | Debbie                         | 文忠信之秘書（第25、28-29集） |
| 胡櫻汶      | 售貨員                         | 精品店售貨員（第25-26集） |
| 謝月美      | 全 嫂                          | 周伯的長洲鄰居（第26集） |
| 余慕蓮      | 師 奶                          | 周伯的長洲鄰居（第26集） |
| 佩 雲       | 師 奶                          | 周伯的長洲鄰居（第26集） |
| 廖麗麗      | 王太太                         | 來自台灣「宏基出入口公司」的客戶（第27集） |
| 黃英耀      | 大排檔老板                     | （第27集） |
| 張志強      | 柏 哥                          | 「捷利運輸」資深司機（第27-28集） |
| 李海生      | 蝦 叔                          | 「捷利運輸」總經理（第27-28集） |
| 徐忠信      | 胡 利                          | Gibson 澳洲黑帮老大（第28-30集） 自称经常有人说他像梅尔吉布森 个性比较看得开，人也比较和善讲信用且捎带一点可爱 对林美琪般的美女有兴趣 於第30集被文忠信枪杀 |
|             | Roger                          | 澳洲黑帮成员（第28-29集） 胡利之手下 |
| 黎耀祥      | 阿 松                          | 「捷利運輸」送貨工人（第27-28集） |
| 吳華山      |                                | 「捷利運輸」職員（第28集） |
| 林家棟      | 臭口平                         | （第29集） |
| 黎秀英      | 大妗姐                         | （第30集） |
| 曹 濟       |                                | |
| 朱 剛       |                                | |
| 麥子雲      |                                | |
| 馬建聰      |                                | |
| 凌禮文      |                                | |

## 後續影響

### 2015年翡翠台重播
由2015年4月20日起，翡翠台開始重播《大時代》，引起網民收看經典舊劇熱潮，收視率更創深宵時段新高。有見及此，無綫電視決定緊貼於6月15日播出《他來自江湖》，以延續熱潮，可惜收視未能延續《大時代》的好成績。此劇雖獲提名萬千星輝頒獎典禮2015最受歡迎經典劇集，最後還是由《大時代》當選經典戲劇。翡翠台在該年重播此劇的時候更重新配上中文字幕（劇集於1989年首播的時候並無字幕）。

### 2021年為悼念李香琴及吳孟達重播
原定該時段重播劇集《雙面伊人》，由於李香琴及吳孟達於2021年先後離世，無綫電視為悼念二人，決定於2021年3月1日起安排翡翠台晚上11時55分劇集時段重播該劇。翡翠台於2021年重播此劇是直接沿用2015年重播時所附加的中文字幕。

## 外部連結
- 《翡翠群星大贏家》電腦遊戲網頁，內有何鑫淼角色
- 雅虎新聞轉載太陽報：星爺深宵接力 重出「江湖」
- 豆瓣电影上《他來自江湖》的資料 （简体中文）

## 電視節目的變遷
| 英屬香港無綫電視翡翠台第一線劇集 星期一至五 21:25 - 22:25 | 英屬香港無綫電視翡翠台第一線劇集 星期一至五 21:25 - 22:25 | 英屬香港無綫電視翡翠台第一線劇集 星期一至五 21:25 - 22:25 |
| --------------------------------------------------------- | --------------------------------------------------------- | --------------------------------------------------------- |
|                                                           | 他來自江湖 （1989.11.13 - 1989.12.22）                    |                                                           |
| 還我本色 （1989.10.16 - 1989.11.10）                      | 俠客行 （1989.12.25 - 1990.01.19）                        |                                                           |

| 英屬香港無綫電視翡翠台凌晨劇集時段 星期一至四 23:55-00:55                      | 英屬香港無綫電視翡翠台凌晨劇集時段 星期一至四 23:55-00:55 | 英屬香港無綫電視翡翠台凌晨劇集時段 星期一至四 23:55-00:55 |
| ------------------------------------------------------------------------------ | --------------------------------------------------------- | --------------------------------------------------------- |
|                                                                                | 他來自江湖 （1992.01.16 - 1992.03.11）                    |                                                           |
| 天師執位 （1991.12.06 - 1992.01.14）卡拉OK流行榜 （1992.01.15）（23:50-00:55） | 醉錯 （1992.03.12）                                       |                                                           |

| 香港無綫電視翡翠台凌晨劇集時段 星期二至六（星期一至五深夜）00:30-01:25                                                                                      | 香港無綫電視翡翠台凌晨劇集時段 星期二至六（星期一至五深夜）00:30-01:25 | 香港無綫電視翡翠台凌晨劇集時段 星期二至六（星期一至五深夜）00:30-01:25 |
| --- | ---------------------------------------------------------------------- | ---------------------------------------------------------------------- |
| | 他來自江湖 （1997.07.08 - 1997.08.16）                                 |                                                                        |
| 星期二至五：廉政行動1996 （1997.06 - 1997.07.04）（00:30 - 01:50）星期六： 宣傳易 （ - 1997.07.05）（00:30 - 00:40） 甩皮鬼 （1997.07.05）（00:40 - 02:25） | 成吉思汗 （1997.08.18 - 1997.09.02）                                   |                                                                        |

| 香港無綫電視翡翠台凌晨劇集時段 星期二至六（星期一至五深夜）00:15-01:20 · 7月17日及18日 暫停播映 | 香港無綫電視翡翠台凌晨劇集時段 星期二至六（星期一至五深夜）00:15-01:20 · 7月17日及18日 暫停播映 | 香港無綫電視翡翠台凌晨劇集時段 星期二至六（星期一至五深夜）00:15-01:20 · 7月17日及18日 暫停播映 |
| ----------------------------------------------------------------------------------------------- | ----------------------------------------------------------------------------------------------- | ----------------------------------------------------------------------------------------------- |
|                                                                                                 | 他來自江湖 （2015.06.16 - 2015.07.29）                                                          |                                                                                                 |
| 大時代 （2015.04.21 - 2015.06.13）                                                              | 誓不低頭 （2015.07.30 - 2015.09.05）                                                            |                                                                                                 |

| 香港無綫電視翡翠台午夜劇集時段 星期一至日 23:55－00:55 · 3月6日 翌日00:25－01:15 · 3月13日 翌日00:10－01:05 | 香港無綫電視翡翠台午夜劇集時段 星期一至日 23:55－00:55 · 3月6日 翌日00:25－01:15 · 3月13日 翌日00:10－01:05 | 香港無綫電視翡翠台午夜劇集時段 星期一至日 23:55－00:55 · 3月6日 翌日00:25－01:15 · 3月13日 翌日00:10－01:05 |
| --- | --- | --- |
| | 他來自江湖 （2021.03.01 - 2021.03.30）                                                                      | |
| 多功能老婆 （2021.02.12 - 2021.02.28）                                                                      | 永遠懷念您 廖啟智: 律政強人 （2021.03.31 - 2021.04.27）                                                     | |